# La Quinta Country Club
De La Quinta Country Club is een countryclub in de Verenigde Staten. De club werd opgericht in 1959 en bevindt zich in La Quinta, Californië.
De club beschikt over een 18-holes golfbaan met een par van 72 en werd ontworpen door hun eigen leden. Naast een golfbaan biedt de club ook feestzalen aan voor bepaalde evenementen zoals bruiloften.

## Golftoernooien
Voor het golftoernooi voor de heren is de lengte van de golfbaan 6456 m met een par van 72. De course rating is 72,9 en de slope rating is 128.
- Bob Hope Classic/Humana Challenge: 1964-1986, 1988, 1991, 1992, 1994, 1995, 1997, 1998, 2000, 2001, 2003-2008, 2010-heden